# Genidens barbus
Genidens barbus är en fiskart som först beskrevs av Lacepède, 1803.  Genidens barbus ingår i släktet Genidens och familjen Ariidae. Inga underarter finns listade i Catalogue of Life.